# Legoksayem
Legoksayem is een bestuurslaag in het regentschap Banjarnegara van de provincie Midden-Java, Indonesië. Legoksayem telt 862 inwoners (volkstelling 2010).